# District de Qigu
Le district de Qigu (chinois traditionnel : 七股區 ; pinyin : qīgǔ qū ; anglais : Cigu District) est un district de la municipalité spéciale de Tainan.

## Histoire
Le nom Qigu provient de l'histoire de sept colons de la province du Fujian s'étant installés sur le territoire dans les années 1650 ; ils y ouvrent une poissonnerie nommée Qiguwen. Autour des années 1790, Qigu abrite dans un premier temps un port de pêche. Les habitants se déplacèrent ensuite dans les terres et se consacrent à la culture céréalière et à la saliculture.
Renommé Qigu Zhuang pendant la période de domination japonaise, il devient ensuite le village de Qigu après la Seconde Guerre mondiale.
Le 25 décembre 2010, alors que le comté de Tainan fusionne avec la ville de Tainan, le village de Qigu est restructuré en tant que district de Qigu.

## Géographie
Le district couvre une superficie de 110,15 km2.